# Gaby Cárdeñas
Gaby Emilia Cárdenas Belevan (5 de enero de 1958) fue una exjugadora de voleibol de Perú. Fue internacional con la Selección femenina de voleibol de Perú. Compitió en los Juegos Olímpicos de Montreal 1976 y de Moscú 1980. Fue parte de la selección peruana que ganó la medalla de plata en los Juegos Panamericanos de 1975 celebrados en Ciudad de México. También ganó la plata en el Campeonato Mundial de Voleibol Femenino de 1982 disputado en Perú.